# Minejsko kraljevstvo
Minejsko kraljevstvo (starojužnoarapski jezik: , arapski: مملكة معين, Mamlakat Maʿīn, engleski: Kingdom of Ma'in), bilo je jedno od antičkih plemenskih jemenskih kraljevina uz ; Kataban, Hadramaut i Sabu. To malo kraljevstvo prostiralo se na sjeveru Jemena.

## Povijest
O ranoj povijesti tog sjevernojemenskog kraljevstva ne zna se gotovo ništa, po nekim povjesničarima ono se pojavljuje već u 13. stoljeću. pr. Kr., a po nekima tek pri kraju 4. stoljeća. pr. Kr. O njihovu kraljevstvu prvi je pisao Eratosten grčki zemljopisac (276. pr. Kr. - 194. pr. Kr.) koji naveo da Jemenom dominiraju četiri plemena; Minejci, Sabejci, Hadrami i Katabani.
Područje kasnijeg Minejskog kraljevstva Sajhad, prvi put se spominje za vrijeme vladavine sabejskog vladara (mukariba) Karibil Vatara, tad je tu egzistiralo nekoliko malih gradskih država uz Vadi al Džauf, koje su bile pod jakim utjecajem Sabe.
Iz tog razdoblja su natpisi iz grada države Haram, koji pokazuju jasan utjecaj sabejskog jezika na minejski jezik. U 6. stoljeća. pr. Kr. spominje se Minejsko kraljevstvo kao vazalna država Sabejskog kraljevstva. Oko 400. st. pr. Kr. Minejci su se u savezu s Hadramautskim Kraljevstvom uspjeli osloboditi vladavine Sabejskog kraljevstva i postati potpuno nezavisni.
U 2. stoljeću. pr. Kr. ista vladarska dinastija vlada u Minejskom kraljevstvu i Hadramautu, to savezništvo se raspalo vjerojatno u drugoj polovici tog stoljeća. Isprva je minejska prijestolnica bila Jathil (današnji Barakiš), a kasnije Karna (današnja Sada u Muhafazi Al Džauf. Minejski vrhunac bio je tijekom 3. stoljeća pr. Kr. kad su Minejci uspjeli zadobiti kontrolu na velikim dijelom karavanskog Puta tamjana, proširivši svoju vlast i na saudijske gradove u Nadžranu, Asiru i Hidžazu.
Za vladavine Vakahila Sadika I. (po Hermannu von Wissmannu on je vladao oko 360. pr. Kr., a po Kennethu A. Kitchenu oko 190. – 175. pr. Kr.) Minejci su uspjeli proširiti svoju vlast duboko na sjever, sve do grada Dedana (pored Meke). Tad su njihovi trgovci plovili i trgovali po Crvenom moru i Egejskom moru.
Pri kraju 2. stoljeću. pr. Kr. Minejsko kraljevstvo podpalo je pod vlast Katabana, svega nekoliko desetljeća kasnije propao je Kataban. U vrijeme vojne ekspedicije rimskog prefekta Egipta Aeliusa Gallusa na Jemen 25. – 24. pr. Kr. Minejski teritorij ponovno je bio pod vlašću Sabe.

### Minejski vladari
Redoslijed i datiranje minejskih vladara vrlo je problematično, donja tablica jedna je moguća rekonstrukcija. Ona je rezultat proučavanja stručnjaka za jemensku povijest Kennetha Kitchena, jako se razlikuje od sličnog rada Hermanna von Wissmanna (i njegov rad je jednako vjerojatan).
| Ime                | Vrijeme (vjerojatno) | Bilješke                                                                         |
| ------------------ | -------------------- | -------------------------------------------------------------------------------- |
| Amjitha Nabat      |                      | Osnivač i prvi poznati vladar Minejskog kraljevstva, za kog postoji pisani zapis |
| Abjada I.          |                      |                                                                                  |
| Hufn Sadik         |                      |                                                                                  |
| Iljafa Jafuš       |                      |                                                                                  |
| Abjada II. Jitha   | oko 343 pr. Kr.      |                                                                                  |
| Vakahil Rijam      |                      |                                                                                  |
| Hufn               |                      |                                                                                  |
| Abkarib II. Sadik  |                      |                                                                                  |
| Jithail Rijam      |                      | sabejski vazal                                                                   |
| Tubakarib          |                      | sabejski vazal                                                                   |
| Haju               |                      |                                                                                  |
| Abjada III. Rijam  |                      |                                                                                  |
| Iljafa Jitha       |                      |                                                                                  |
| Abjada IV.         |                      |                                                                                  |
| Čalkarib Sadik     |                      | on je izgradio hram Rasf u Karni                                                 |
| Hufn Jitha         |                      |                                                                                  |
| Iljafa Rijam       |                      | Prvi dokaz o nadzoru Puta tamjana                                                |
| Haufiathat         |                      | Prvi dokaz o nadzoru Puta tamjana                                                |
| Iljafa Vakah       |                      |                                                                                  |
| Vakahil Sadik I.   |                      | Prvi kralj s natpisom iz Dedana                                                  |
| Abkarib III. Jitha |                      | u početku suvladar uz oca                                                        |
| Vakahil Sadik II.  |                      | u početku suvladar uz oca                                                        |
| Iljafa Jašur       |                      |                                                                                  |
| Vakahil Nabat      |                      | Zadnji kralj s natpisom u Dedanu                                                 |
| Hufn Rijam         |                      | Zadnji kralj s natpisom u Dedanu                                                 |
| Jithail Sadik      |                      |                                                                                  |
| Vakahil Jitha      | prije 25. pr. Kr.    | Vazal katabanskog kralja Šahr Jigala Juhargiba II.                               |
| Iljafa Jašur       | prije 25. pr. Kr.    | Vazal katabanskog kralja Šahr Jigala Juhargiba II.                               |

## Pogledajte i ove stranice
- Sabejsko kraljevstvo
- Hadramautsko Kraljevstvo
- Kataban

## Vanjske poveznice
- Minaei in Smith's Dictionary of Greek and Roman Geography (1854) (engl.)